# Монсе (Эн)
Монсе́ (фр. Montcet) — коммуна во Франции, находится в регионе Рона — Альпы. Департамент — Эн. Входит в состав кантона Вирья. Округ коммуны — Бурк-ан-Брес.
Код INSEE коммуны — 01259.

## География
Коммуна расположена приблизительно в 360 км к юго-востоку от Парижа, в 55 км северо-восточнее Лиона, в 9 км к западу от Бурк-ан-Бреса.
По территории коммуны протекает река Иранс.

## Население
Население коммуны на 2010 год составляло 665 человек.
| 1962 | 1968 | 1975 | 1982 | 1990 | 1999 | 2010 |
| ---- | ---- | ---- | ---- | ---- | ---- | ---- |
| 283  | 311  | 282  | 290  | 420  | 489  | 665  |

## Экономика

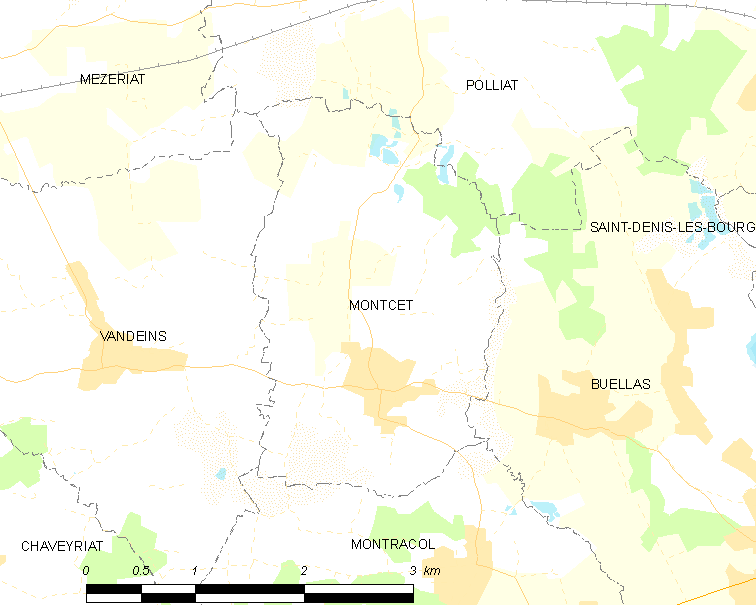
Карта коммуны

В 2010 году среди 440 человек трудоспособного возраста (15—64 лет) 357 были экономически активными, 83 — неактивными (показатель активности — 81,1 %, в 1999 году было 76,6 %). Из 357 активных жителей работали 338 человек (182 мужчины и 156 женщин), безработных было 19 (7 мужчин и 12 женщин). Среди 83 неактивных 41 человек были учениками или студентами, 26 — пенсионерами, 16 были неактивными по другим причинам.